# Хейман, Берта
Берта Хейман (англ. Bertha Heyman, родилась около 1851, — умерла не ранее 1885 года) — американская преступница XIX века, также известна под прозвищами «Большая Берта» или «Королева доверия». Нью-йоркский детектив Томас Ф. Бирнс назвал её «одной из самых умных женщин доверия в Америке», а полиция Нью-Йорка посчитала её «самой смелой и самой опытной из искательниц приключений, наводнивших страну». Ей удалось даже находясь за решёткой обмануть нескольких мужчин и получить с них несколько тысяч долларов.

## Биография
Берта Хейман (урождённая Шлезингер) родилась в Пруссии в 1851 году. О её молодости мало что известно. В 1878 году она переехала в Соединенные Штаты. Здесь Берта дважды вышла замуж. Сначала за Фрица Карко, с которым жила в Нью-Йорке, а затем в Милуоки. Позднее Берта стала супругой Джона Хеймана.

Современники описывали женщину как «полноватую, грубо выглядящую женщину». Но одновременно замечали, что у неё «приятное, располагающее лицо» и она производит впечатление «умной дамы с хорошими манерами». Бирнс описал её в своей книге 1886 года «Профессиональные преступники Америки» следующим образом:
«В 1886 году ей исполнилось 35 лет. Родилась в Германии. Замужем. Очень полная женщина. Высота 5 футов 4½ дюйма. Вес 245 фунтов. Шатенка, глаза карие, светлое лицо. Очень болтлива. На правой щеке четыре родинки».
Берта прославилась как мошенница, которая успешно выманивала деньги у мужчин, притворяясь богатой женщиной, которая просто не может получить доступ к своему состоянию. Она останавливалась в лучших гостиницах, брала в услужение горничных и слуг, рассказывала всем о влиятельных друзьях. Полицейские характеризовали её как излучавшую спокойную уверенность: «Берта была чрезвычайно изобретательна и производила сильное впечатление».
В 1883 году Хейман рассказала газете «Нью-Йорк Таймс», что она не была заинтересована в пустых тратах, и все нечестно полученные средства отдавала бедным. «В тот момент, когда я обнаруживала, что человек самовлюблённый дурак, который уверен, что его нельзя обмануть, я с радостью входила к нему в доверие, чтобы добраться до его кошелька. И я горжусь своими интеллектуальными способностями».
Интересно, что преступница не брезговала любыми суммами. Брала «в долг» даже несколько долларов.

## Преступления и аресты
Хейман многократно подвергалась арестам и не раз оказывалась за решёткой. И каждый раз вновь возвращалась к своим мошенническим способам заработка.
В первый раз её арестовали в сентябре 1880 года в Чикаго. Берта обманула железнодорожного служащего, сказав ему, что у владеет большим поместьем и хочет нанять его управляющим с большим содержанием. Она показала ему большой дом, называя своим. Служащий поверил, немедленно уволился и отдал Хейман значительную сумму.
Вскоре Хейман был снова арестована. На этот раз в Онтарио. В феврале 1881 года она обманом получила у бизнесмена из Монреаля несколько сотен долларов. В июне 1881 года Берта предстала перед судом за кражу 250 долларов и двух золотых часов у пожилой женщины, к которой она втёрлась в доверие в поезде. Правда, в этом эпизоде она была оправдана.
Однако, Хейман снова арестовали уже на выходе из суда. На этот раз за то, что обманула двух нью-йоркских бизнесменов на общую сумму в 1460 долларов. 29 октября 1881 года её приговорили к двум годам тюремного заключения.
Во время отбывания наказания в тюрьме на острове Блэквелл ей удалось подружиться с мужчиной и убедить его отдать 900 долларов (эквивалент 20 700 долларов США в долларах 2011 года).
Своему адвокату Хейман рассказывала, что владеет состоянием 20 миллионов долларов.
А после освобождения ввела в заблуждение брокера с Уолл-стрит тем, что, якобы, владеет ценными бумагами на 8 миллионов долларов. И снова взяла деньги «в долг». За это преступление её в очередной раз осудили. 22 августа 1883 года Хейман приговорили к пяти годам тюремного заключения. После этого её следы теряются.